# À celle que j'aime
À celle que j'aime est une mélodie d'Augusta Holmès composée en 1887.

## Composition
Augusta Holmès compose sa mélodie À celle que j'aime en 1887. Elle porte l'incipit « En haillons et pieds nus ». L'œuvre, pour contralto et piano, est publiée la même année aux éditions Léon Grus. L'illustration est de Georges Clairin.